# Beleg van Ma'arrat al-Numan
Het Beleg van Maarat vond plaats in 1098 rond de stad Ma'arrat al-Numan, die tegenwoordig in Syrië ligt. In de nasleep en legendevorming van dit beleg werd er gesproken over kannibalisme, waaraan de kruisvaarders zich schuldig zouden hebben gemaakt, hetgeen in het geheugen van de moslimwereld gegrift staat.

## Achtergrond
Nadat de kruisvaarders geleid door Raymond van Toulouse en Bohemund van Tarento succesvol het beleg van Antiochië hadden gewonnen, begonnen ze met plundertochten in de nabijgelegen omgeving gedurende de wintermaanden. Dit werd gedaan omdat de kruisvaarders de aanvoer van nieuwe voorraadmiddelen niet of nauwelijks zagen komen, waardoor er veel honger en anarchisme ontstonden binnen de gelederen. In juli 1098 leidde Raymond Pilet, een ridder uit het contingent van Raymond van Toulouse, een expeditie naar Maarat, een belangrijke handelsplaats op de weg naar Damascus. Zijn troepen ontmoetten een veel groter moslimleger midden in de stad en werden compleet verslagen; het christenleger bleef merendeels zwaargewond achter. De rest van de zomer besloot het kruisvaardersleger zuidwaarts te marcheren en wist een reeks steden en plaatsen te veroveren; in november arriveerden ze opnieuw in Maarat.

## Beleg
Rond het einde van november begonnen duizenden kruisvaarders met het belegeren van de stad. De burgers waren in eerste instantie niet erg onder de indruk, omdat de voorgaande expeditie onder Raymond Pilet mislukt was; ze begonnen zelfs de kruisvaarders uit te dagen. De kruisvaarders konden het zich niet veroorloven een langdurig beleg te beginnen, omdat de winter weer voor de deur stond en de bevoorrading wederom nihil was. Toch konden ze weer moeilijk door het verdedigingsnetwerk komen, dat bestond uit een diepe geul en sterke muren. De verdediging van de stad, bestaande uit een garnizoen en onervaren burgers, wist de aanvallen van de kruisvaarders twee weken te weerhouden. Een groep gespecialiseerde kruisvaarders had in die tijd belegeringstorens gebouwd, wat nu de mogelijkheid gaf om ter hoogte van de vestingmuren te komen, terwijl een andere partij ridders en ruiters een afleidingsaanval deed op de andere zijde van de stad. De kruisvaarders wisten op de muren te komen op 11 december 1098; de moslims vluchtten naar de kern van de stad, waar beide partijen zich voorbereidden op het volgende treffen. Echter besloot een gedeelte van de hongerige kruisvaarders te gaan plunderen wat binnen handbereik lag. In de ochtend van 12 december begon het garnizoen van Maarat te onderhandelen met Bohemund, die hen een veilige aftocht aanbood als ze zich overgaven. De moslims gaven zich over, maar de kruisvaarders begonnen een slachting onder de bewoners. Bohemund behield de controle over de muren en vestingwerken, terwijl Raymond van Toulouse bezit nam van het belangrijke deel van de stad.

### Kannibalisme
Maarat had niet zoveel voedsel als de kruisvaarders hadden gehoopt. Ze hadden nog steeds een tekort aan levensmiddelen aan het einde van december. De meeste soldaten en ridders wilden het liefst zo snel mogelijk naar Jeruzalem marcheren; het dispuut tussen hun gezaghebbers Raymond en Bohemund interesseerde niemand. Raymond probeerde de steun van andere leiders van de kruistocht te kopen, wat deels lukte. Terwijl de leiders elders gingen onderhandelen over hun disputen, gingen de achtergebleven hongerige kruisvaarders in Maarat zich te buiten aan kannibalisme, door zich te voeden met de lijken van moslims.
Een jaar na deze gebeurtenis, verstuurde een van de leiders een brief naar paus Urbanus II, verklarend dat deze actie gepaard ging met een tekort aan voedsel.
Kroniekschrijver Rudolf van Caen maakt de volgende beschrijving: "Sommige mensen zeiden dat door het ontbreken van voedsel, ze jongvolwassenen kookten in stoompotten en kinderen spietsen om ze daarna te grillen".
Deze bevindingen omschreef Fulcher van Chartres zo: "Ik huiverde om dit de mensen in mijn gelederen te moeten vertellen; geplaagd door hevige honger sneden ze ledematen van de dode Saracenen af; daarna werden deze gekookt, maar wanneer deze nog niet goed gegrild waren door het vuur, werden deze voortijdig weggeschranst door de uitgehongerde kruisvaarders."